# Station Moskva Rizjskaja

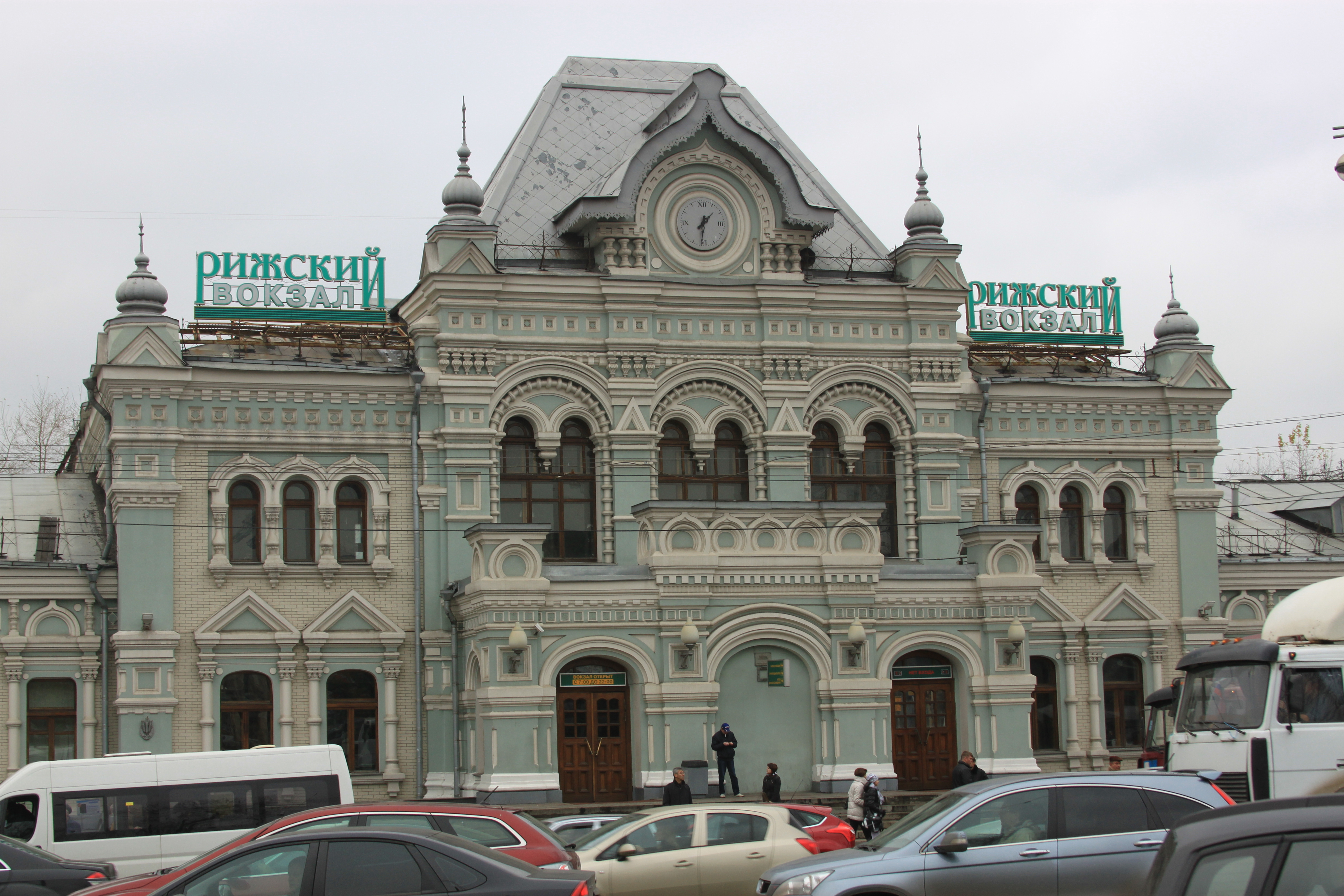
Façade van het Rizjski vokzal (2011)

Station Moskva Rizjskaja (Russisch: Москва Рижская), meestal Rizjski vokzal (Рижский вокзал) ofwel Rigastation genoemd, is een van de negen kopstations van Moskou. Het station bevindt zich aan de Prospekt Mira (Vredelaan), ten noorden van het stadscentrum.

## Geschiedenis
De groei van de buitenlandse handel van Rusland aan het einde van de 19e eeuw maakte nieuwe verbindingen met de ijsvrije havens in het Gouvernement Koerland noodzakelijk. Op 2 maart 1897 kreeg de Spoorwegcompagnie Moskou-Vindava-Rybinsk toestemming voor de aanleg van een spoorlijn van Moskou naar Ventspils (Vindava, Windau is de Duitse naam van Ventspils). De spoorwegmaatschappij wilde een reizigers- en goederenstation bouwen in het nog lege gebied tussen de spoorlijn naar Sint-Petersburg en het Lazarevski-kerkhof, nabij de Kruispoort in noorden van Moskou. Het stadsbestuur ging akkoord onder de voorwaarde dat de spoorwegmaatschappij de kosten zou dragen van de aanleg en verbetering van straten in de omgeving en de watervoorziening van de stad veilig zou stellen - op het terrein waar het station gebouw zou worden bevond zich namelijk een belangrijke waterleiding.
De bouwwerkzaamheden aan het station begonnen in augustus 1900. Naar een ontwerp van Stanisław Brzozowski, die eveneens tekende voor het Petersburgse Vitebski vokzal, verrees een stenen gebouw in neorussische stijl. De centrale entree en de twee vleugels van het reizigersstation kregen twee verdiepingen, de verbindingen tussen de drie delen van het gebouw werden met één verdieping uitgevoerd. Voor het station werd een groot plein aangelegd dat onder andere bedoeld was voor het lossen van brandhout, dat via het naast het reizigersstation gelegen goederenstation in grote hoeveelheden werd aangevoerd.
Op 11 september 1901 werd het Vindavski vokzal (Vindavastation) feestelijk geopend. Het station veranderde meermaals van naam; in de jaren 1930 werd het eerst hernoemd tot Rzjevski (Rzjev-station) en vervolgens tot Baltijski vokzal (Oostzee-station). In 1946 kreeg het Rizjski vokzal zijn huidige naam.
In het begin van 1995 ondergingen het station en de straten rondom een grootschalige reconstructie, waarbij het Rizjski vokzal gedeeltelijk gesloten moest worden. In februari 1995 waren de werkzaamheden gereed; de capaciteit van het station was verdrievoudigd, maar het uiterlijk van het gebouw is onveranderd gebleven.

## Verbindingen
Vanaf het Rizjski vokzal vertrekken langeafstandstreinen naar Riga, via Velikije Loeki. Voorstadstreinen verbinden de Russische hoofdstad met steden in het westen van de oblast Moskou, waaronder Istra, Volokolamsk en Sjachovskaja. Het station is met het metronet verbonden via het metrostation Rizjskaja.
Beloroesski vokzal ·
Jaroslavski vokzal ·
Kazanski vokzal ·
Kievski vokzal ·
Koerski vokzal ·
Leningradski vokzal ·
Paveletski vokzal ·
Rizjski vokzal ·
Savjolovski vokzal